# ミフウズラ
ミフウズラ（三斑鶉、学名：Turnix suscitator）は、チドリ目ミフウズラ科に分類される鳥類の一種。旧名、フナシウズラ（鶕）。

## 形態
全長約14cm。小型でウズラ（キジ目ウズラ科）とよく似た体形の鳥である。全身褐色で、胸や脇に黒い横斑がある。また顔から背中にかけて白く細かい斑紋があるが、雌の方が顕著である。

## 分布
中国南部から台湾、東南アジア、インドに分布する。
日本では南西諸島に留鳥として分布している。

## 生態
草原や田畑に生息するが、地面とよく似た体色のせいかあまり目立たない。比較的乾燥した土地を好むと言われている。餌は昆虫や果実など。繁殖形態は一妻多夫で、4-8月ごろに地上に枯れ葉などで巣をつくり、雄が抱卵や育雛を行う。雌は繁殖期に「ブーゥ、ブーゥ」と鳴くが、その他の時期にはあまり鳴き声は聞かれない。

## 人間との関係
日本では、生息環境である農地の変化や農薬の使用、地上部に直接営巣するためノネコやノイヌ等による捕食や外来種であるキジやコウライキジとの競争などにより影響を受けていると考えられている。
奄美方言ではウズィラ、沖縄方言ではウジラーと呼ばれる。